# Frénois (Vosges)
Frénois is een gemeente in het Franse departement Vosges (regio Grand Est) en telt 43 inwoners (2009). De plaats maakt deel uit van het arrondissement Épinal.

## Geografie
De oppervlakte van Frénois bedraagt 5,3 km², de bevolkingsdichtheid is dus 8,1 inwoners per km².
De onderstaande kaart toont de ligging van Frénois (Vosges) met de belangrijkste infrastructuur en aangrenzende gemeenten.

## Demografie
Onderstaande figuur toont het verloop van het inwonertal (bron: INSEE-tellingen).